# 贝尔法斯特植物园
贝尔法斯特植物园是一座位于北爱尔兰贝尔法斯特的公共花园。
该植物园坐落于贝尔法斯特南部，皇后区斯特兰米利斯路，附近有贝尔法斯特女王大学。 占地约110,000平方米。 花园深受上班族、学生和游客的欢迎。阿尔斯特博物馆正对于植物园正门 。

## 历史
作为私人所属皇家贝尔法斯特植物园，这座花园于 1828 年开放。数十年来它仅在 1895 年之前的星期日向公众开放。 1895 年，贝尔法斯特公司从贝尔法斯特植物和园艺协会购买了该植物园，从而使它成为了一个公共公园。贝尔法斯特公司是现任所有者贝尔法斯特市议会的前身。  

## 棕榈温房
花园最显著的标志是棕榈温房。由多尼戈尔侯爵于 1839 年初创，工程于 1840 年完工。 这是世界上最早的曲线铸铁温室的范例之一。花园由查尔斯·兰永设计并由理查德·特纳建造，贝尔法斯特的棕榈温房早于邱园的温室和格拉斯内文的爱尔兰国家植物园，两者都是特纳完成建造的。棕榈温房由两翼建筑组成，温带翼房和热带翼房。 兰永修改了他的原始设计，以增加翼后圆顶的高度，从而可以容纳种植更高的植物。在过去，园内生长着一株11米高、原产于澳大利亚的球矛百合。经过23年的等待，这株百合终于在2005年3月开花。棕榈温房还种植有 400 年历史的澳洲香树。

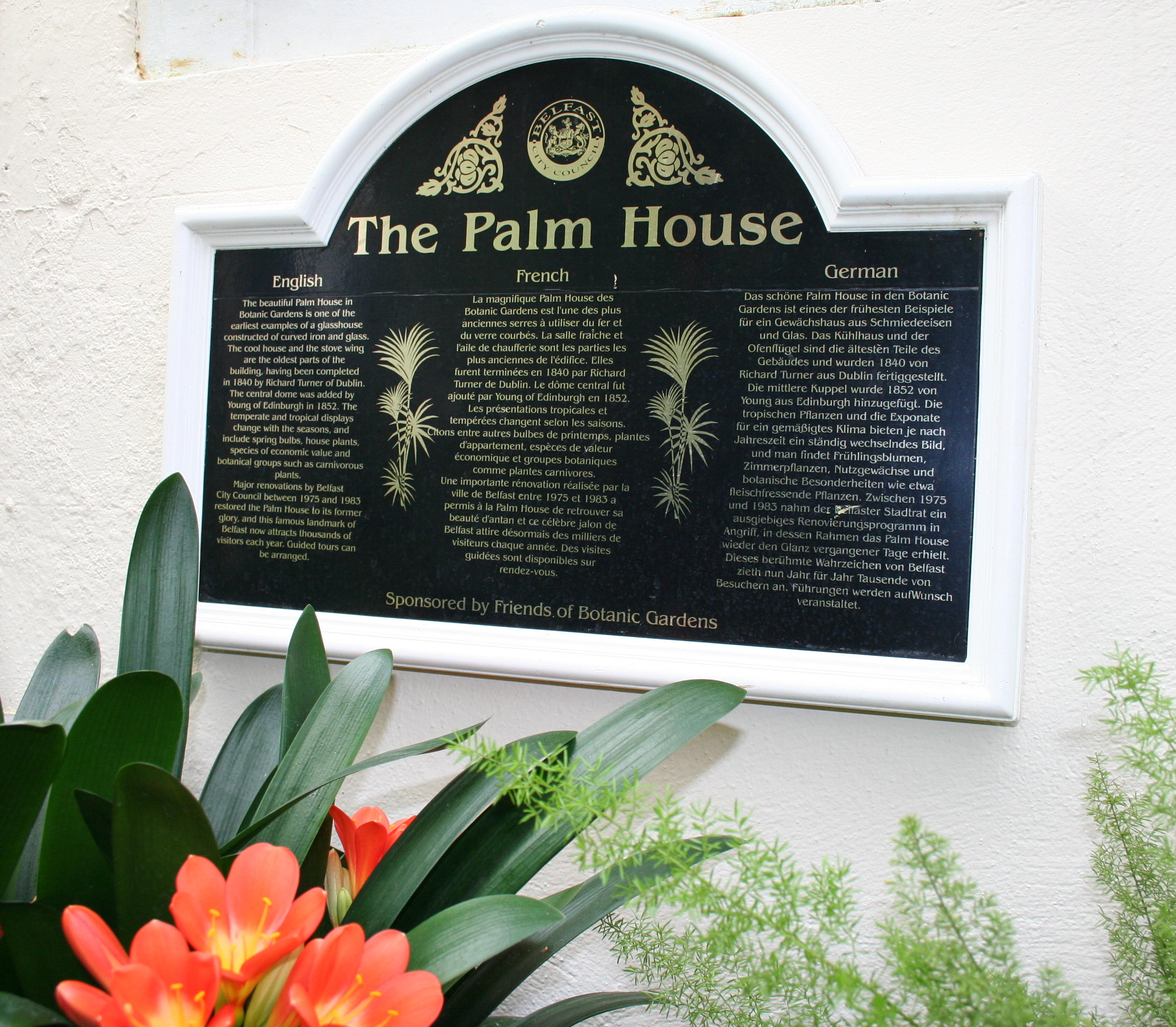
以三种文字说明的介绍栏
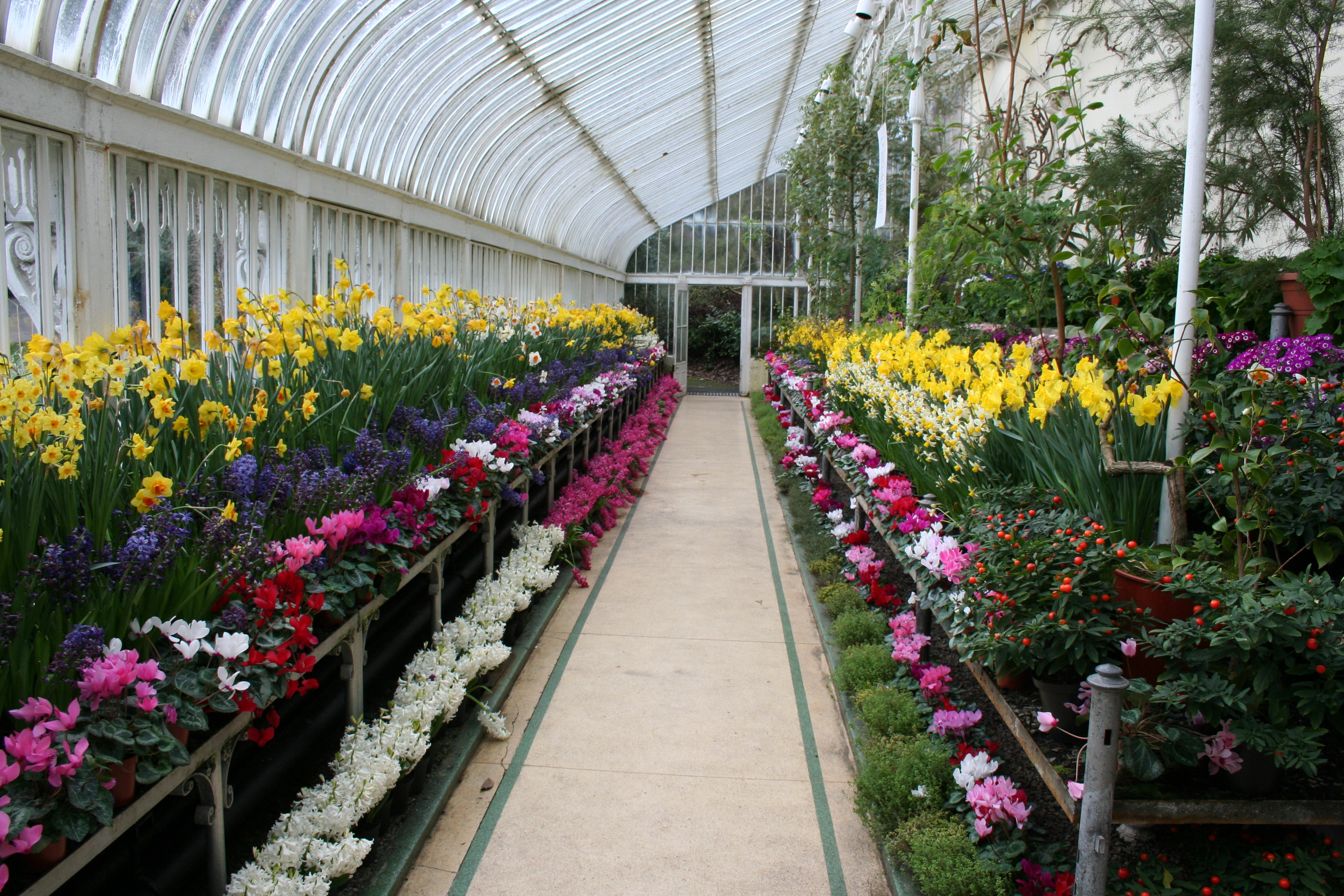
早春的花朵
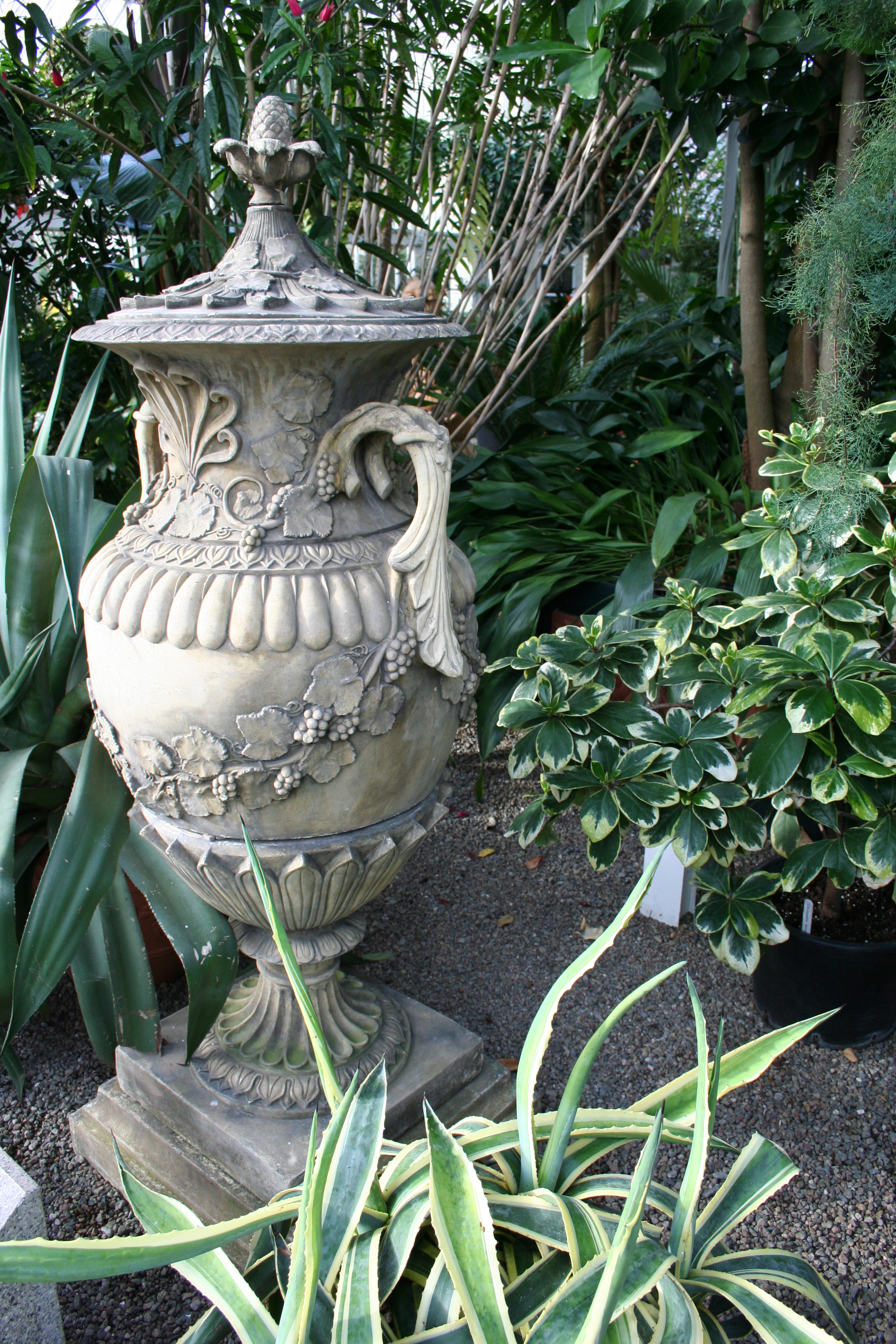
花园中的装饰瓮
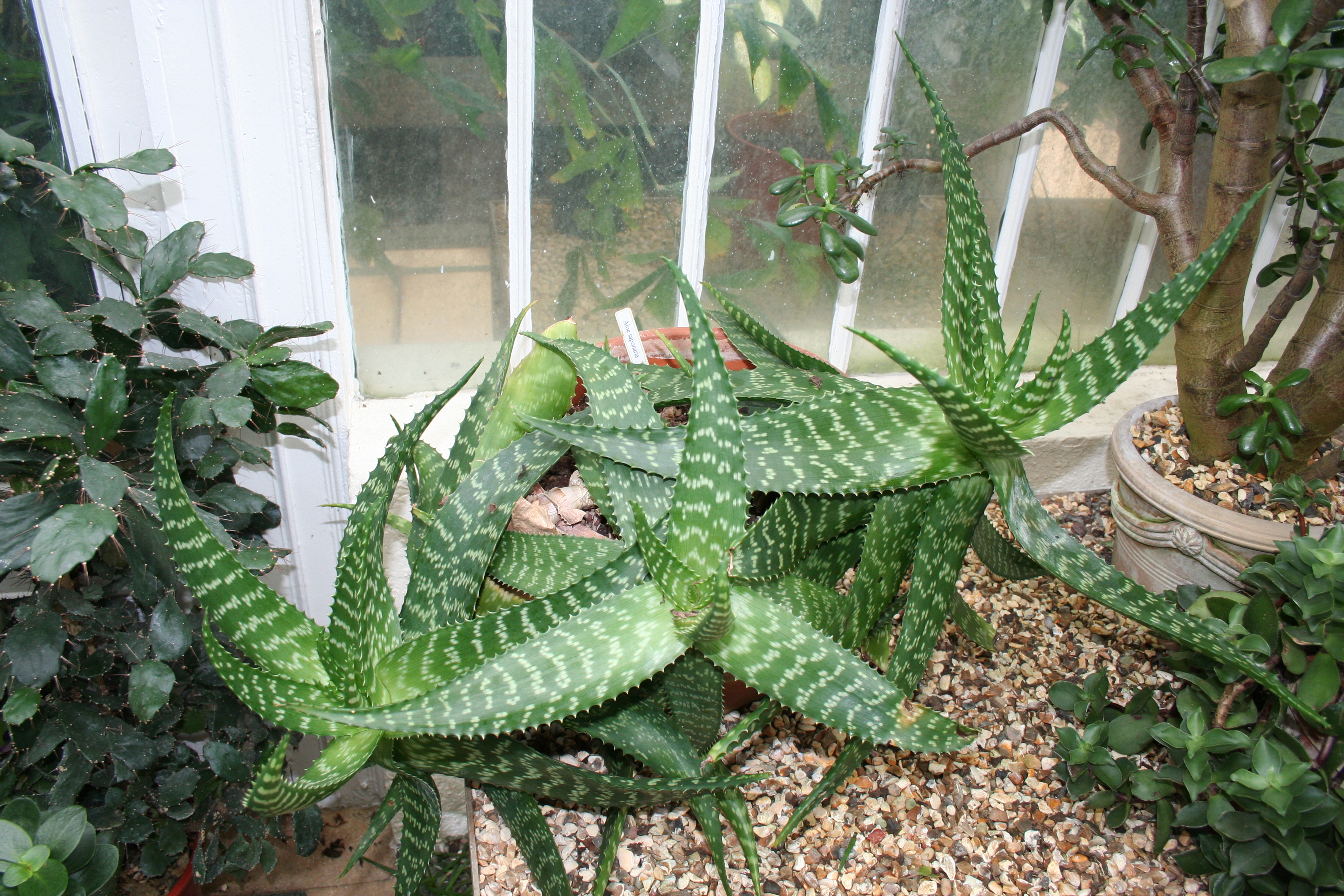
芦荟皂角

## 其他景点
花园中包括另一个温室，热带峡谷屋。它是由首席园丁查尔斯·麦克金姆于1889 年建造的独特建筑。一条下沉的峡谷贯穿整个建筑，两侧各有一个阳台供游客观赏。温室中最受欢迎的景点是每年二月开花非洲芙蓉。 

棕榈温房和热带峡谷屋是维多利亚时期的贝尔法斯特日益增长的工业实力和繁荣的象征，日均吸引游客超过10,000名。花园中还设有英国和爱尔兰最长的草药树围栏之一。以及一个建于 1932 年的玫瑰园，其中还种植有多种树木，包括角橡树。园中立有一座开尔文勋爵的雕像，就在斯特兰米利斯路入口处。

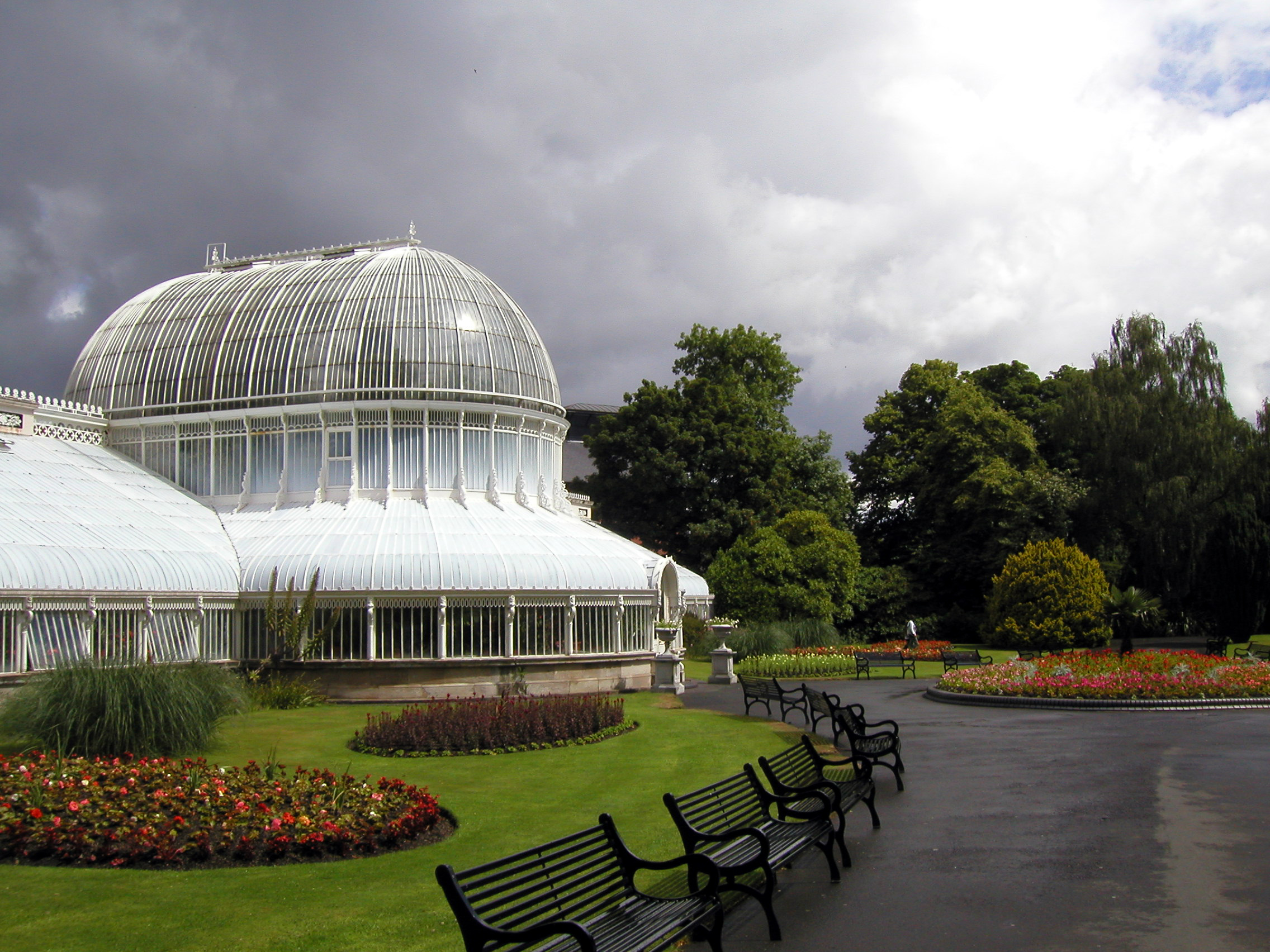
棕榈温房
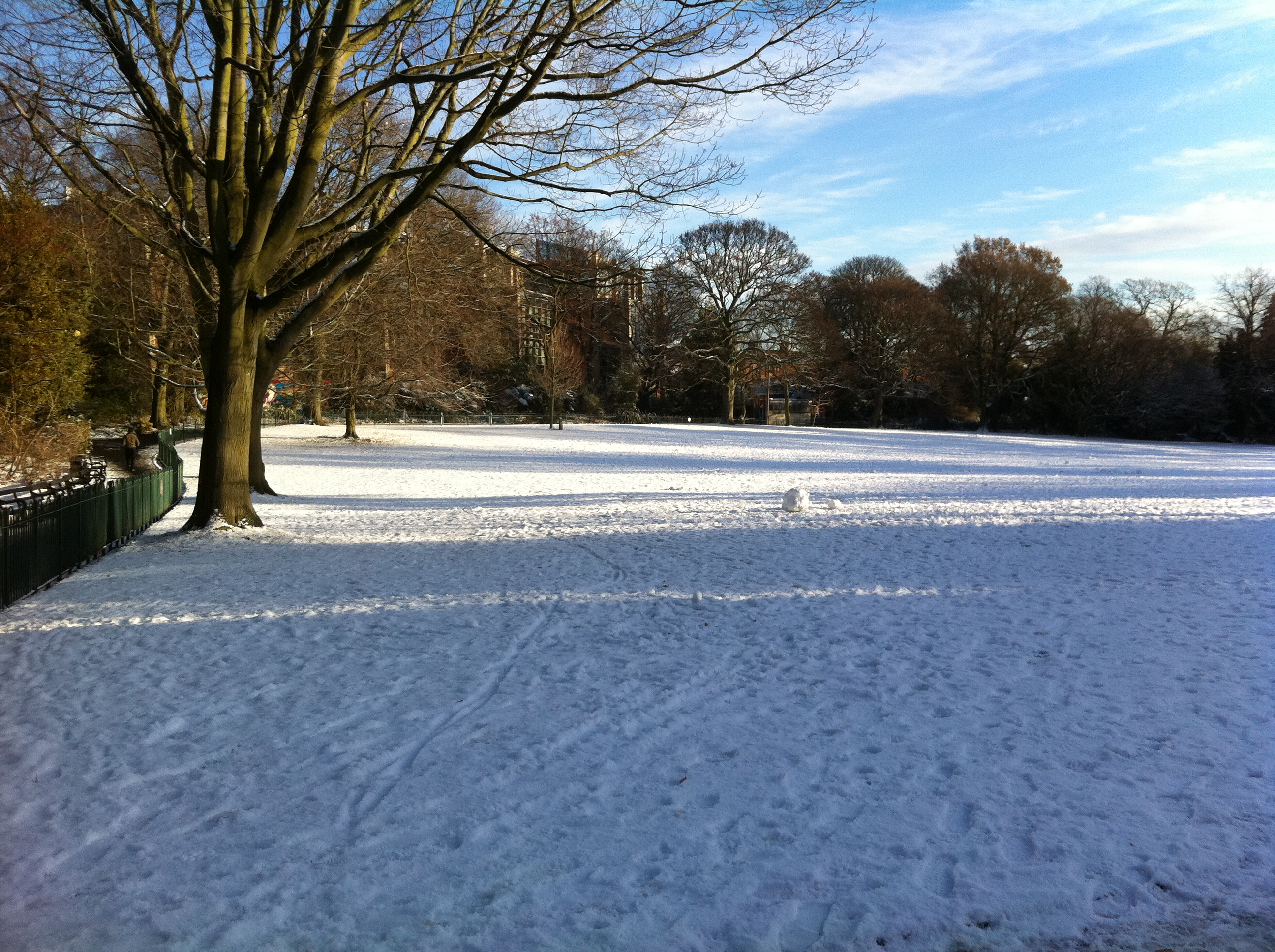
冬天的植物园
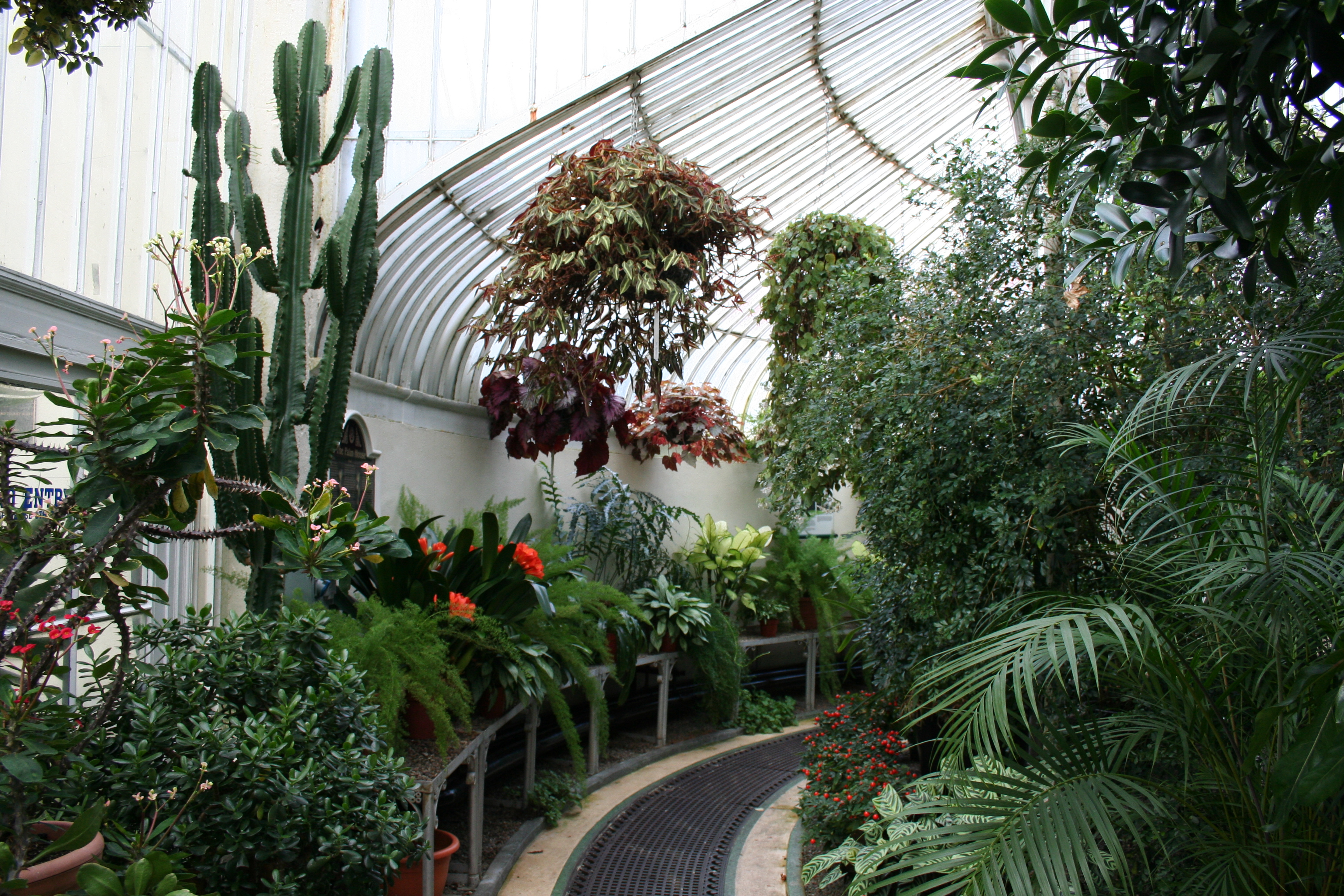
棕榈温房内部
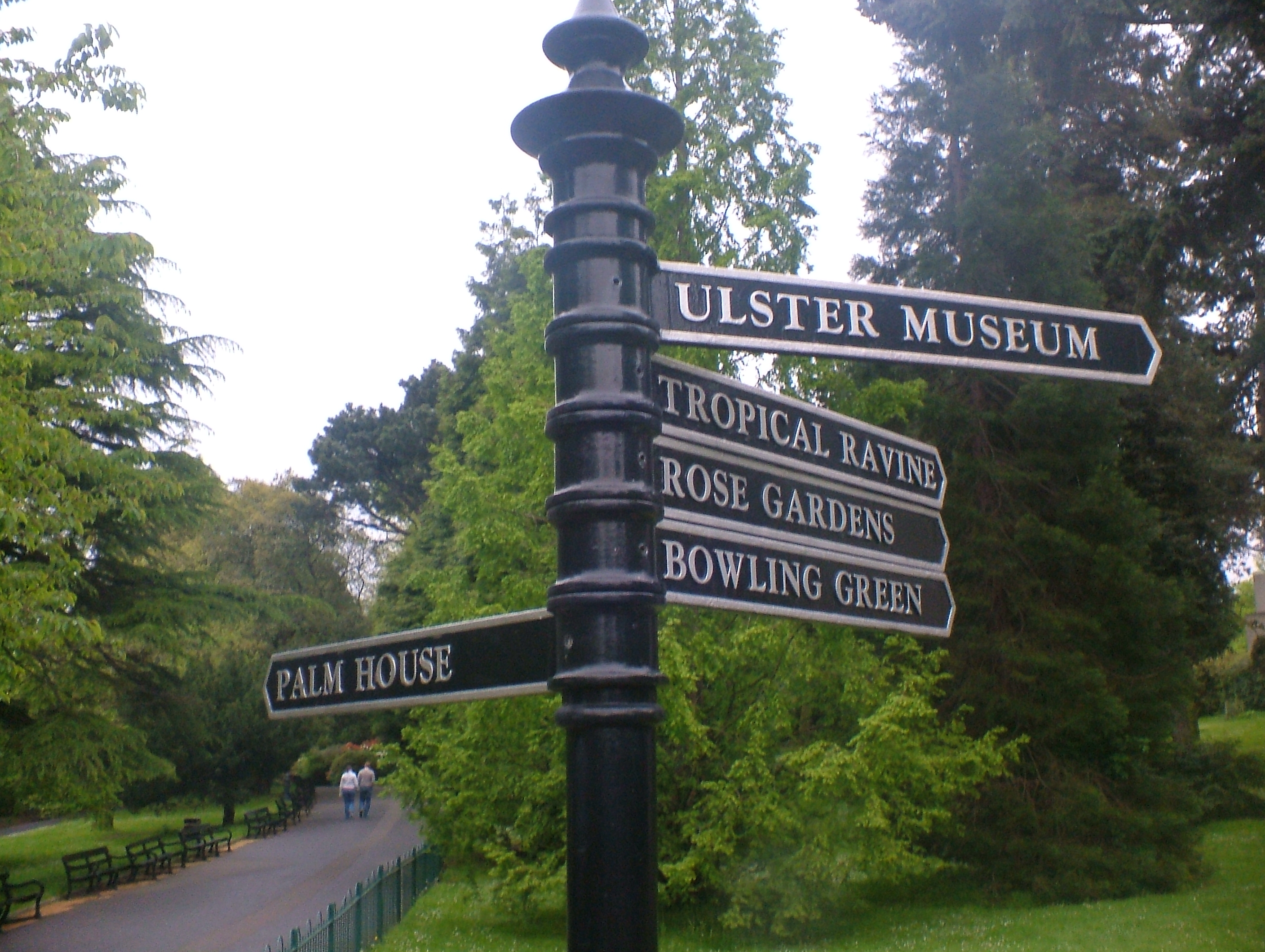
植物园路标
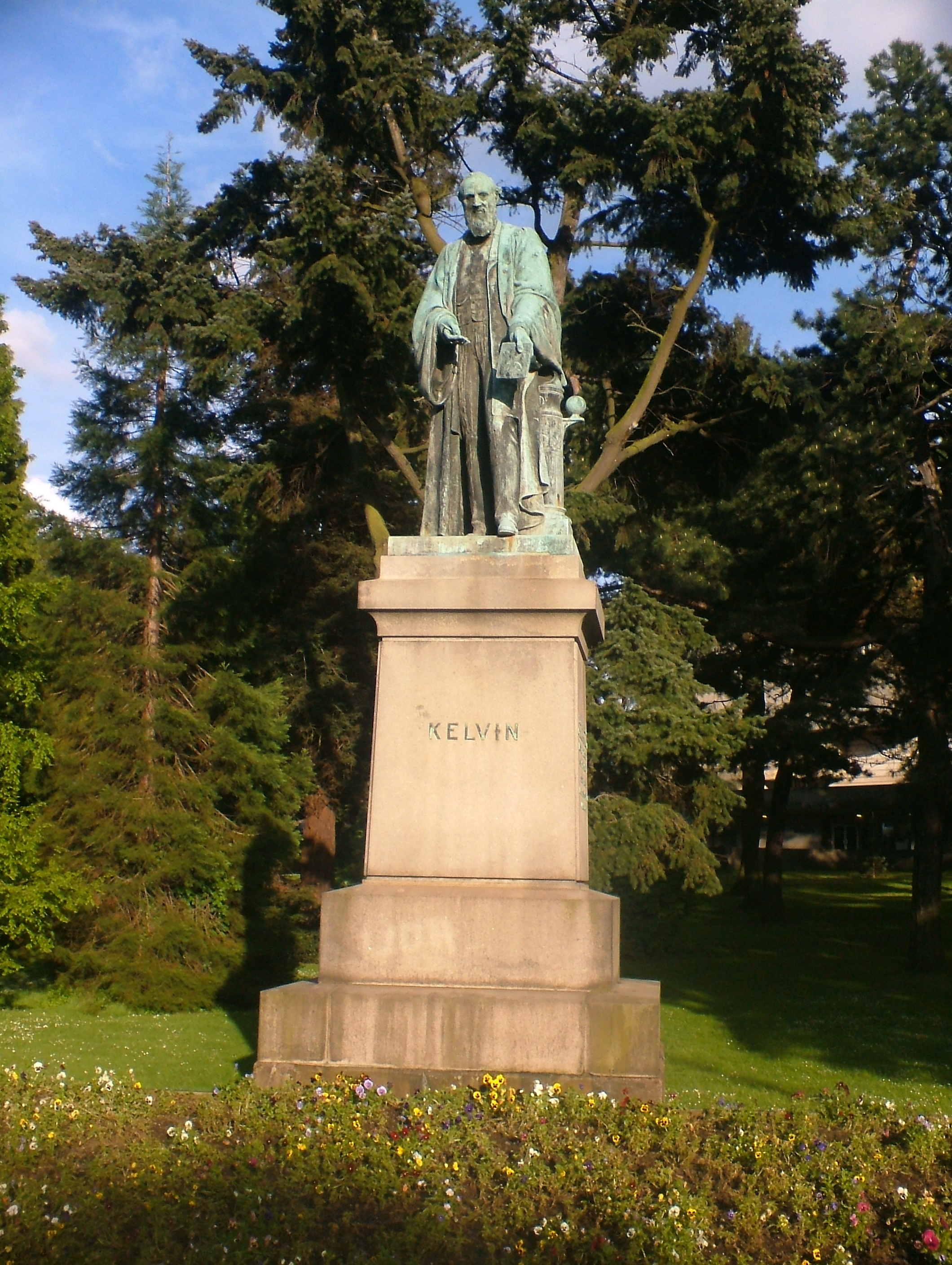
在植物园入口处立有贝尔法斯特出生的物理学家开尔文勋爵雕像

## 音乐会
在花园尽头的斯特兰米利斯堤坝是音乐会和音乐节的举办地。2002年到 2006年期间， 贝尔法斯特活力音乐节在植物园内举行。表演者包括里昂王族、弗朗茨·斐迪南、珊瑚乐队、街头乐队和白线条纹团。 2006 年，雪警乐队 、争吵者乐队 、Editors和凯撒酋长在音乐节上演出。 
1997年8月26日，作为泡泡玛特巡演的一部分，U2乐队举办了他们十多年来的第一场贝尔法斯特音乐会。 40,000名粉丝出席了现场演出，还有数千名球迷在围栏外和Ridgeway街的屋顶上观看。当地乐队灰烬乐队和Howard B是参加了演出。 
席琳·迪翁原定于1999年5月29日，在“让我们谈谈爱情”世界巡回演唱会期间在植物园举办演唱会，但该演出与她原定于1999年5月27日在都柏林的演唱会一起被取消。

## 在流行文化中
- 虽然植物园内禁止饮酒，但在夏季时，园内经常可以看到成群的年轻人饮酒。科林·贝特曼 (Colin Bateman) 的小说《与杰克离婚》(Divorcing Jack)的开篇情节中，主角丹·斯塔基 (Dan Starkey) 在植物园内与一箱竖琴啤酒为伴。 [8]
- 该公园在《堕落》 中存在感明显，因为它是年轻的 Olivia "Livvy" Spector 最喜欢的场所，她的连环杀手父亲 (Peter) Paul Spector 和保姆凯蒂在不同的情节中都带她前往植物园。监控录像捕捉到斯佩克特与他的受害者之一莎拉·凯在同一个星期六出现在那里，她的姐妹告诉警方，这对同胞每周都会在那里见面。通过当天（在系列1中）偷听姐妹们在公园里的谈话，斯佩克特确实了解到莎拉·凯没有更换她的后门门锁，这一信息帮助了他完成左岸。在系列2中，当凯蒂在斯科普特不知情的情况下将 Livvy 带出学校时，保罗凭直觉引导发现他们在那里。

## 植物园火车站
北爱尔兰铁路运营的多列列车经停植物园火车站。

## 延伸閱讀
麦克拉肯，E. 1971。棕榈屋和植物园，贝尔法斯特。阿尔斯特建筑遗产协会。